# PageRank

Математический рейтинг веб-страницы (PageRank) для простой сети, выраженный в процентах (Google использует логарифмическую шкалу). Вебстраница C имеет более высокий рейтинг, чем страница E, хотя есть меньше ссылок на C, чем на Е, но одна из ссылок на C исходит из более важных страниц и, следовательно, имеет более высокое значение. Если условно считать, что веб-пользователь, который находится на случайной странице, имеет 85%-ю вероятность выбора случайной ссылки на текущей странице, и 15%-ю — перехода на любую другую страницу, то вероятность перехода к странице E с других ссылок равна 8,1 % времени (15 % вероятности перехода к произвольной странице соответствует коэффициенту затухания 85 %). Без затухания все веб-пользователи в конечном итоге попадают на страницы A, B или С, и все остальные страницы будут иметь PageRank, равный нулю. При наличии затухания страница А эффективно связывает почти все ссылки на страницы в этой Сети, даже если она не имеет своих собственных исходящих ссылок.

PageRank («пэйдж-ранк»; от англ . page  rank  — ранжирование веб-страниц или ранг Пейджа) — один из алгоритмов ссылочного ранжирования. Алгоритм применяется к коллекции документов, связанных гиперссылками (таких, как веб-страницы из всемирной паутины), и назначает каждому из них некоторое численное значение, измеряющее его «важность» или «авторитетность» среди остальных документов. Вообще говоря, алгоритм может применяться не только к веб-страницам, но и к любому набору объектов, связанных между собой взаимными ссылками, то есть к любому графу.

## Описание
PageRank — это числовая величина, характеризующая «важность» веб-страницы. Чем больше ссылок на страницу, тем она «важнее». Кроме того, «вес» страницы А определяется весом ссылки, передаваемой страницей B. Таким образом, PageRank — это метод вычисления веса страницы путём подсчёта важности ссылок на неё.

## История
В 1996 году Сергей Брин и Ларри Пейдж, тогда ещё аспиранты Стэнфордского университета, начали работу над исследовательским проектом BackRub — поисковой системой по Интернету, использующей новую тогда идею о том, что веб-страница должна считаться тем «важнее», чем больше на неё ссылается других страниц, и чем более «важными», в свою очередь, являются эти страницы. Через некоторое время BackRub была переименована в Google. Первая статья с описанием применяющегося в ней алгоритма ранжирования, названного PageRank, появилась в начале 1998 года, за ней следом вышла и статья с описанием архитектуры самой поисковой системы.
Их система значительно превосходила все существовавшие тогда поисковые системы, и Брин с Пейджем, осознав её потенциал, основали в сентябре 1998 года компанию Google Inc. для дальнейшего её развития как коммерческого продукта.
С тех пор алгоритмы и математические модели, применяемые при ранжировании в Google, значительно улучшились. В интервью в 2007 году Амит Сингхал, представитель отдела качества поиска Google, заявлял, что их поисковая система использует более 200 ранжирующих сигналов, лишь одним из которых является PageRank, но он все еще играл существенную роль в поисковых продуктах Google. Алгоритм PageRank, в том виде, в каком он был изложен Пейджем в статье 1998 года, может быть улучшен в некоторых практических аспектах (например, ссылкам могут назначаться разные веса), и алгоритмы, применяемые в современных поисковых системах, являются скорее лишь его вариантами.
PageRank можно перевести с английского языка как «ранг страницы», однако Google Inc. связывает слово Page в названии алгоритма не с английским словом «страница», а с именем Ларри Пейджа (англ. Larry Page).
Название «PageRank» является торговой маркой компании Google Inc. Алгоритм запатентован в США 4 сентября 2001 года, в качестве изобретателя алгоритма в патенте указан Ларри Пейдж. Официальным владельцем патента является не Google Inc., а Стэнфордский университет, в котором учились Ларри Пейдж и Сергей Брин в момент подачи заявки на патент.
В 1998 году Google был одной из первых поисковых систем, внедривших ссылочное ранжирование, благодаря чему добился значительного улучшения качества поиска по сравнению с конкурентами. В дальнейшем многие крупные поисковые системы разработали и внедрили свои аналоги PageRank и другие методы статического (то есть запросо-независимого) ранжирования документов.
Последнее обновление Google PageRank произошло 6 декабря.
16 апреля 2016 года компания Google официально убирает этот показатель и обнуляет PageRank у всех сайтов.
10 января 2018 года истёк срок действия патента на изобретение U.S. Patent 6 285 999, однако PageRank всё ещё охраняется как товарная марка.

## Скульптурирование PageRank

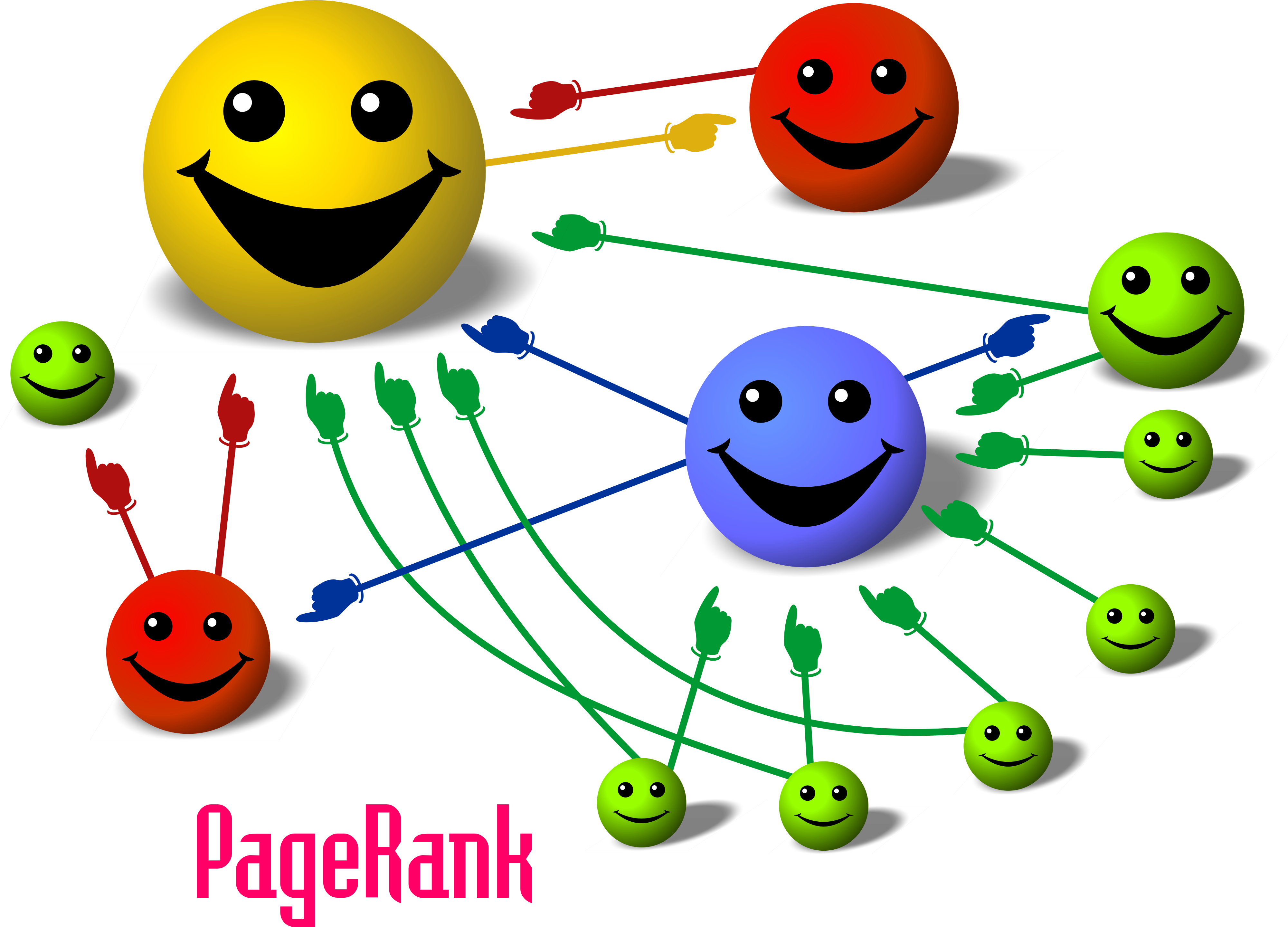

Скульптурирование PageRank (англ. PageRank sculpting) — манипулирование количеством PageRank, передаваемого через конкретные ссылки страницей N другим страницам с помощью присвоения одной или нескольким ссылкам, идущим с этой страницы, атрибута nofollow, что приводит к удержанию большего PageRank («веса») на странице N с целью дальнейшей его передачи нужным страницам.
В 2009 году Мэтт Каттс заявил, что скульптурирование PageRank больше не работает, так как теперь постановка любых ссылок (как с атрибутом nofollow, так и без него) приводит к равномерному распределению передаваемого PageRank («веса») между исходящими ссылками.

## PageRank в продуктахGoogle
Надстройка для браузера Google Toolbar показывает для каждой веб-страницы целое число от 0 до 10, которое она называет PageRank, или важностью этой страницы с точки зрения Google. Однако механизм его расчёта и что в точности обозначает это значение, не раскрывается. По некоторым данным, эти значения обновляются лишь несколько раз в год (в то время, как внутренние значения PageRank пересчитываются непрерывно) и показывают значения PageRank страниц на логарифмической шкале. Каждый месяц Google обновляет алгоритмы,которые существенно повлияли на формирование выдачи. На основе этой информации вы сможете проанализировать состояние своего сайта и выявить проблемы, из-за которых возникают трудности в продвижении.
С 2016 года Google официально отключил «тулбарный» показатель PageRank, после чего узнать значение PR из браузеров и других инструментов стало невозможно, однако можно узнать истории значения PR различных сайтов до этой даты.